# Valeria Fabrizi
Valeria Fabrizi (Verona, 20 ottobre 1936) è un'attrice e cantante italiana.

## Biografia
Orfana di guerra, amica d'infanzia di Walter Chiari (a Verona erano vicini di casa), esordì nel mondo dello spettacolo con i fotoromanzi. Il suo debutto nel cinema avvenne nel 1954, con un piccolo ruolo nel film comico a episodi Ridere! Ridere! Ridere!. Dalla metà degli anni cinquanta alla metà degli anni settanta recitò in circa cinquanta film. Partecipò inoltre al concorso di Miss Universo nel 1957, dove arrivò quarta.
Tra gli anni cinquanta e gli anni sessanta fu impegnata anche in varie riviste teatrali, dove poteva mettere a frutto anche il suo talento canoro, tra cui Carlo non farlo e L'adorabile Giulio, del duo Garinei e Giovannini. Lavorò anche con Erminio Macario.
Incominciò a lavorare in televisione accanto a suo marito Tata Giacobetti e al Quartetto Cetra nel 1964, in Il Dottor Jekyll e Mr. Hyde e Storia di Rossella O'Hara della Biblioteca di Studio Uno, e successivamente nella commedia musicale western Non cantare, spara (1968). L'anno successivo affiancò Corrado nel popolare quiz-show A che gioco giochiamo?. Seguirono, negli anni settanta, alcune serie poliziesche, fra cui Un certo Harry Brent (1970) e Qui squadra mobile (1973). Nel 1981 è nel cast dello sceneggiato per la televisione Dopo vent'anni, diretto da Mario Foglietti. Nel 1976 posò per l'edizione italiana della rivista Playboy.
Negli anni novanta ha partecipato ad alcune fiction televisive, tra cui Linda e il brigadiere 2 e Sei forte, maestro. Nella stagione 2004-2005 ha recitato in teatro nella commedia Pigmalione (My fair Lady), mentre con tutto il cast della commedia ha preso parte a Tournée, per Sky Leonardo, un programma che nasce da un'idea di Marianella Bargilli e che sperimenta l'intenzione di portare in televisione il teatro, dal casting sino all'ultima replica. Alla fine del 2007 compare nel serial TV Un posto al sole, su Rai 3, e nel 2010 recita nella fiction Tutti per Bruno.
Nel 2011 torna in TV nella fiction di Rai 1 Che Dio ci aiuti, al fianco di Elena Sofia Ricci. L'anno successivo Pupi Avati la sceglie per la sua nuova fatica televisiva dal titolo Un matrimonio; l'attrice è infatti presente nel cast assieme a Micaela Ramazzotti, Andrea Roncato e Christian De Sica.
Torna in un programma TV nel 2021 come concorrente della sedicesima edizione di Ballando con le stelle.

## Vita privata

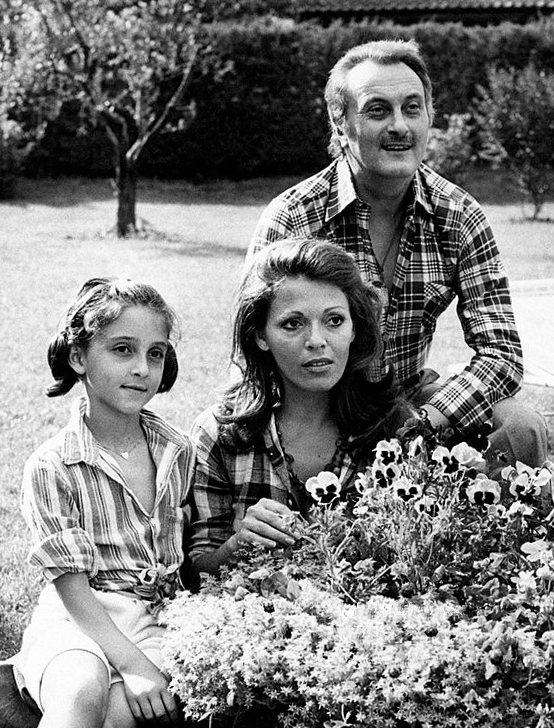
Valeria Fabrizi con il marito Tata Giacobetti e la figlia Giorgia nel 1970

Il 2 aprile 1964 si sposò con il cantante e musicista Giovanni "Tata" Giacobetti, uno dei componenti del Quartetto Cetra. Dal matrimonio nacquero due figli: Alberto (morto dopo 3 mesi per una crisi cardiaca) e Giorgia. Il matrimonio durò fino al 1988, quando Giacobetti morì per un infarto miocardico acuto.

## Filmografia

### Cinema

Ennio Girolami e Valeria Fabrizi in Un figlio d'oggi (1961) di Marino Girolami e Domenico Graziano

- Ragazze d'oggi, regia di Luigi Zampa (1955)
- Io piaccio, regia di Giorgio Bianchi (1955)
- Il falco d'oro, regia di Carlo Ludovico Bragaglia (1955)
- La donna più bella del mondo, regia di Robert Z. Leonard (1955)
- Il cocco di mamma, regia di Mauro Morassi (1957)
- I fidanzati della morte, regia di Romolo Marcellini (1957)
- Il cavaliere senza terra, regia di Giacomo Gentilomo (1958)
- Vento di primavera, regia di Giulio Del Torre e Arthur Maria Rabenalt (1958)
- Le sorprese dell'amore, regia di Luigi Comencini (1959)
- La cento chilometri, regia di Giulio Petroni (1959)
- La congiura dei Borgia, regia di Antonio Racioppi (1959)
- Non perdiamo la testa, regia di Mario Mattoli (1959)
- Un canto nel deserto, regia di Marino Girolami (1960)
- Caccia al marito, regia di Marino Girolami (1960)
- Adua e le compagne, regia di Antonio Pietrangeli (1960)
- Anonima cocottes, regia di Camillo Mastrocinque (1960)
- Ferragosto in bikini, regia di Marino Girolami (1960)
- Akiko, regia di Luigi Filippo D'Amico (1961)
- Walter e i suoi cugini, regia di Marino Girolami (1961)
- Le magnifiche 7, regia di Marino Girolami (1961)
- Scandali al mare, regia di Marino Girolami (1961)
- Bellezze sulla spiaggia, regia di Romolo Guerrieri (1961)
- Un figlio d'oggi, regia di Marino Girolami e Domenico Graziano (1961)
- Vacanze alla baia d'argento, regia di Filippo Walter Ratti (1961)
- L'assassino si chiama Pompeo, regia di Marino Girolami (1962)
- Il medico delle donne, regia di Marino Girolami (1962)
- Il segugio, regia di Bernard-Roland (1962)
- La morte scorre sul fiume, regia di Aldo D'Annibale (1962)
- Le massaggiatrici, regia di Lucio Fulci (1962)
- Queste pazze, pazze donne, regia di Marino Girolami (1963)
- Il grande ribelle, regia di Georges Lampin (1963)
- Finché dura la tempesta, regia di Charles Frend e Bruno Vailati (1963)
- La coda del diavolo, regia di Moraldo Rossi (1964)
- I marziani hanno 12 mani, regia di Castellano e Pipolo (1964)
- Le sette vipere (Il marito latino), regia di Renato Polselli (1964)
- Le motorizzate, regia di Marino Girolami (1963)
- Questo pazzo, pazzo mondo della canzone, regia di Bruno Corbucci e Giovanni Grimaldi (1965)
- Här kommer bärsärkarna, regia di Arne Mattsson (1965)
- Johnny Oro, regia di Sergio Corbucci (1966)
- Delitto d'amore, regia di Juan de Orduña (1966)
- Vacanze sulla neve, regia di Filippo Walter Ratti (1966)
- Soldati e capelloni, regia di Ettore Maria Fizzarotti (1967)
- I 2 magnifici fresconi, regia di Marino Girolami (1969)
- Quando gli uomini armarono la clava e... con le donne fecero din don, regia di Bruno Corbucci (1971)
- I quattro pistoleri di Santa Trinità, regia di Giorgio Cristallini (1971)
- Diario segreto da un carcere femminile, regia di Rino Di Silvestro (1973)
- Amore mio spogliati... che poi ti spiego!, regia di Fabio Pittorru e Renzo Ragazzi (1975)
- Paolo Barca, maestro elementare, praticamente nudista, regia di Flavio Mogherini (1975)
- Grazie... nonna, regia di Franco Martinelli (1975)
- Calore in provincia, regia di Roberto Bianchi Montero (1975)
- Le città del mondo, regia di Nelo Risi (1975)
- L'inconveniente, regia di Pupo De Luca (1976)
- Vai col liscio, regia di Giancarlo Nicotra (1976)
- Casta e pura, regia di Salvatore Samperi (1981)
- Windsurf - Il vento nelle mani, regia di Claudio Risi (1984)
- Caldo soffocante, regia di Giovanna Gagliardo (1991)
- Dichiarazioni d'amore, regia di Pupi Avati (1994)
- Bagnomaria, regia di Giorgio Panariello (1999)
- Due volte Natale, regia di Marco Falaguasta (2004)
- Notte prima degli esami, regia di Fausto Brizzi (2006)
- Il seme della discordia, regia di Pappi Corsicato (2008)
- Non c'è campo, regia di Federico Moccia (2017)
- Ricchi di fantasia, regia di Francesco Miccichè (2018)
- Se mi vuoi bene, regia di Fausto Brizzi (2019)
- Da grandi, regia di Fausto Brizzi (2023)
- Dobbiamo stare vicini, regia di Gianluca Mattei e Mario Sanzullo (2024)

### Televisione
- In pretura, regia di Erminio Macario e Lino Procacci (1959)
- Mezzanotte con l'eroe, regia di Leonardo Cortese (1962)
- La moglie di papà, regia di Marcello Sartarelli (1963)
- Il collegio degli scandali, regia di Flaminio Bollini e Carla Ragionieri (1964)
- Tutto Totò – serie TV, episodio Il grande maestro (1967)
- Un certo Harry Brent, regia di Leonardo Cortese – sceneggiato (1970)
- Qui squadra mobile – serie TV, episodio Tutto di lei tranne il nome (1973)
- Senza uscita – serie TV, 1 episodio (1974)
- Le città del mondo, regia Nelo Risi – film TV (1975)
- Nel silenzio della notte, regia di Mario Cajano (1978)
- Gabriella e l'extraterrestre, regia di Vittorio Barino – miniserie TV (1979)
- La scuola dei duri, regia di Mario Foglietti – miniserie TV, episodio Dopo vent'anni (1981)
- Storia di Anna, regia di Salvatore Nocita – miniserie TV, 2 episodi (1981)
- Voci notturne, regia di Fabrizio Laurenti – miniserie TV, 2 episodi (1995)
- Il maresciallo Rocca – serie TV, episodio 1x03 (1996)
- Un prete tra noi – serie TV, episodio 1x04 (1997)
- Linda e il brigadiere – serie TV, episodio 2x01 (1998)
- Lui e lei – serie TV (1998)
- Sei forte, maestro – serie TV (2000-2001)
- Il rumore dei ricordi, regia di Paolo Poeti – miniserie TV (2000)
- Il bambino sull'acqua, regia di Paolo Bianchini – film TV (2005)
- Un posto al sole, regia di Bruno Nappi – soap opera (2007-2008)
- Tutti per Bruno – serie TV, 12 episodi (2020)
- Che Dio ci aiuti – serie TV, 134 episodi (2011- in corso)
- Don Matteo – serie TV, episodio 8x24 (2011)
- Un matrimonio, regia di Pupi Avati – miniserie TV, episodio 1 (2013-2014)
- Il paradiso delle signore – soap opera, 16 episodi (2015-2017)
- Doc - Nelle tue mani – serie TV, episodio 1x05 (2020)

## Teatro
- Passo doppio di Scarnicci e Tarabusi (1954)
- Campione senza volere di Scarnicci e Tarabusi (1955)
- Carlo non farlo di Garinei e Giovannini (1956)
- L'adorabile Giulio di Garinei e Giovannini (1957)
- Il diplomatico di Scarnicci e Tarabusi, regia di Silverio Blasi (1958)
- Una storia in blue-jeans di Bruno Corbucci e Giovanni Grimaldi (1959)
- Undici sopra un ramo di Ernesto Caballo, regia di Vito Molinari (1959)
- La doppia coppia (1961)
- Giovedì di Carnevale di Alessandro De Stefani (1961)
- Il malato immaginario di Molière (1962)
- Boeing Boeing di Marc Camoletti, regia di Silverio Blasi. Teatro Eliseo di Roma, 7 aprile 1962.
- Pigmalione di George Bernard Shaw, regia di Roberto Guicciardini (2004)

## Programmi televisivi

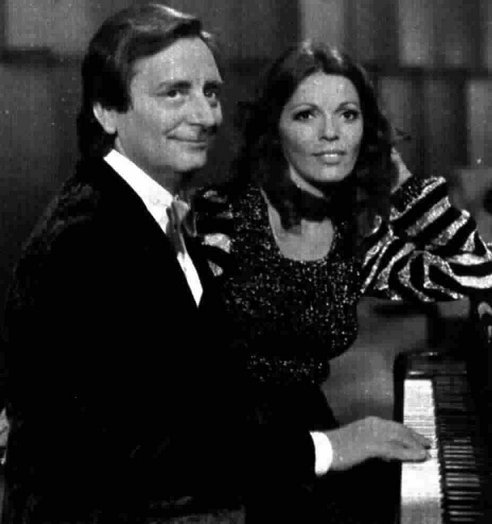
Valeria Fabrizi con Enrico Simonetti nel 1975

- Il mattatore, regia di Daniele D'Anza – varietà (1959)
- Il teatrino di Walter Chiari – varietà (1959)
- Arturo contro Arsenio Lapin, regia di Romolo Siena – varietà (1961)
- La moglie di papà, regia di Marcello Santarelli (1963)
- Tre in musica, regia di Marcella Curti Gialdino – varietà (1964)
- Biblioteca di Studio Uno, regia di Antonello Falqui – varietà, episodi La storia di Rossella O'Hara e Il dottor Jeckill e mister Hide (1964)
- Music Rama, canzoni da film, regia di Vito Molinari – varietà (1967)
- Non cantare, spara, regia di Daniele D'Anza – varietà (1968)
- L'unione fa la farsa, regia di Romolo Siena – varietà (1968-1969)
- Il cenerentolo, regia di Flaminio Bollini – varietà (1969)
- A che gioco giochiamo?, regia di Lino Procacci – varietà (1969)
- Le stelle di Natale, regia di Antonio Moretti – varietà (1971)
- Roma di questi giorni, regia di Gianni Mario – varietà (1972)
- 73... ma li dimostra, regia di Stefano De Stefani – varietà (1973)
- Non tocchiamo quel tasto, regia di Stefano De Stefani – varietà (1974)
- ...e a mezzanotte va, regia di Maria Maddalena Yon – varietà (1975)
- Chi?, regia di Giancarlo Nicotra – varietà (1976)
- Ballando con le stelle 16 (2021) – concorrente
- Il Cantante Mascherato 4 (2023) – concorrente

## Radio
- Il baraccone – varietà (1963)
- Don Giovanni e la Sfinge – varietà (1969-1970)
- I grandi della rivista – varietà (1990)
- Chi erano i Cetra – varietà (1993)

## Pubblicità
- Zoppas - elettrodomestici - (1980)

## Discografia

### Singoli
- 1966 – Chi ti stringerà/Se ti accorgerai
- 1970 – Un amico (Friends)/La fidanzata dello strangolatore

## Doppiatrici
- Rosetta Calavetta in Caccia al marito, Ferragosto in bikini, Un figlio d'oggi
- Deddi Savagnone in I marziani hanno 12 mani, Quando gli uomini armarono la clava e... con le donne fecero din-don
- Miranda Bonansea in Io piaccio
- Rita Savagnone in Vento di primavera
- Renata Marini in Adua e le compagne
- Fiorella Betti in Il medico delle donne
- Maria Pia Di Meo in Le sette vipere
- Mirella Pace in Johnny Oro